# Bazine (Kansas)
Bazine – miasto w Stanach Zjednoczonych, w stanie Kansas, w hrabstwie Ness.